# 何塞普·博雷利
何塞普·博雷利·丰特列斯（1947年4月24日—），西班牙政治人物，曾任欧洲议会议长，歐盟執委會副主席和联盟外交与安全政策高级代表。

## 生平
何塞普·博雷利的祖父母是移民到阿根廷的西班牙人。何塞普·博雷利的父親8歲時，他們一家回到西班牙。1972年至1982年期間，何塞普·博雷利在马德里理工大学航空工程高等技术学院教授數學。1982年，他擔任巴利亚多利德大学的副教授，負責教授商用數學。何塞普·博雷利後來加入西班牙工人社会党，曾两度就职于西班牙工人社会党政府的公共工程、环境和交通部大臣（發展部大臣的前身職位）。1998至1999年任反對黨領袖。
2004年6月當選欧洲议会议长。2007年1月16日，其職位由德國政治人物汉斯-格特·珀特林接替。
2018年6月重返西班牙政府，任外交大臣。
2019年12月，改任歐洲執委會副主席之一、联盟外交与安全政策高级代表。

## 個人生活
博雷利的第一位妻子是法国社会学家Carolina Mayeur。他們育有两子。1990年代，兩人离婚。1998年後，博雷利開始與克里斯蒂娜·納沃納交往。2018年7月，兩人結婚。
2019年，何塞普·博雷利获得阿根廷公民身份。
何塞普·博雷利会说西班牙语、加泰罗尼亚语、意大利语、法语和英语。

## 荣誉

### 外国勋章奖章
- 一等功绩勋章（乌克兰，2022年8月23日公布[10]）